# Capitularea Japoniei

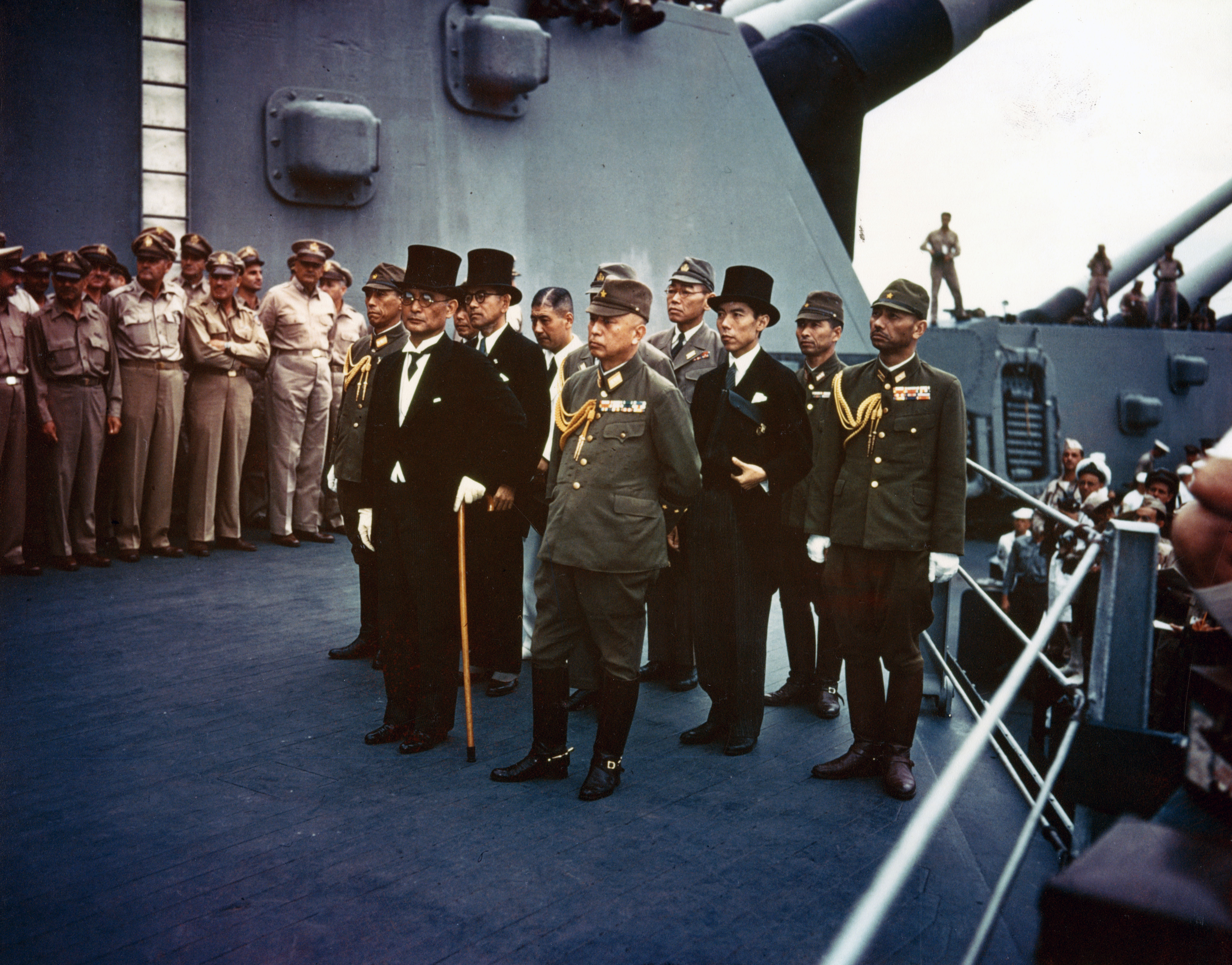
Reprezentanții japonezi aflați la bordul vasului USS Missouri în timpul ceremoniei de pe 2 septembrie 1945.

Capitularea Japoniei din august 1945 a pus capăt luptelor celui de-al doilea război mondial. Pe 10 august 1945, după invadarea Manciuriei de către Uniunea Sovietică și bombardamentele atomice de la Hiroșima și Nagasaki, liderii japonezi au decis în timpul unei conferințe imperiale (gozenkaigi) să accepte în principiu termenii capitulării necondiționate așa cum fuseseră ei stabiliți de Aliați prin așa numita „declarație de la Potsdam”. Au trebuit însă să mai treacă însă câteva zile cu lupte în spatele ușilor închise, inclusiv cu o tentativă de lovitură de stat, până când împăratul Hirohito s-a adresat națiunii prin intermediul radioului, anunțand pe 15 august acceptarea condițiilor impuse de Aliați. În discursul său, împăratul punea accentul pe rolul bombardamentelor atomice în luarea deciziei sale. O copie a discursului de pe 17 august destinată forțelor armate japoneze nu menționa bombardamentele nucleare, dar punea accentul pe invazia sovietică. În prezent există o controversă cu privire la motivele din spatele deciziei japoneze de capitulare. Pe 28 august, a început ocupația Japoniei. Pe 2 septembrie, guvernul japonez a semnat actele capitulării, care au pus în mod oficial capăt celui de-al doilea război mondial. În ciuda capitulării de pe 2 septembrie, au mai existat câteva unități japoneze izolate care au refuzat să se predea, iar un număr de soldați japonezi rătăciți au continuat lupta și nu s-au predat luni sau chiar ani de zile.

## Contextul general

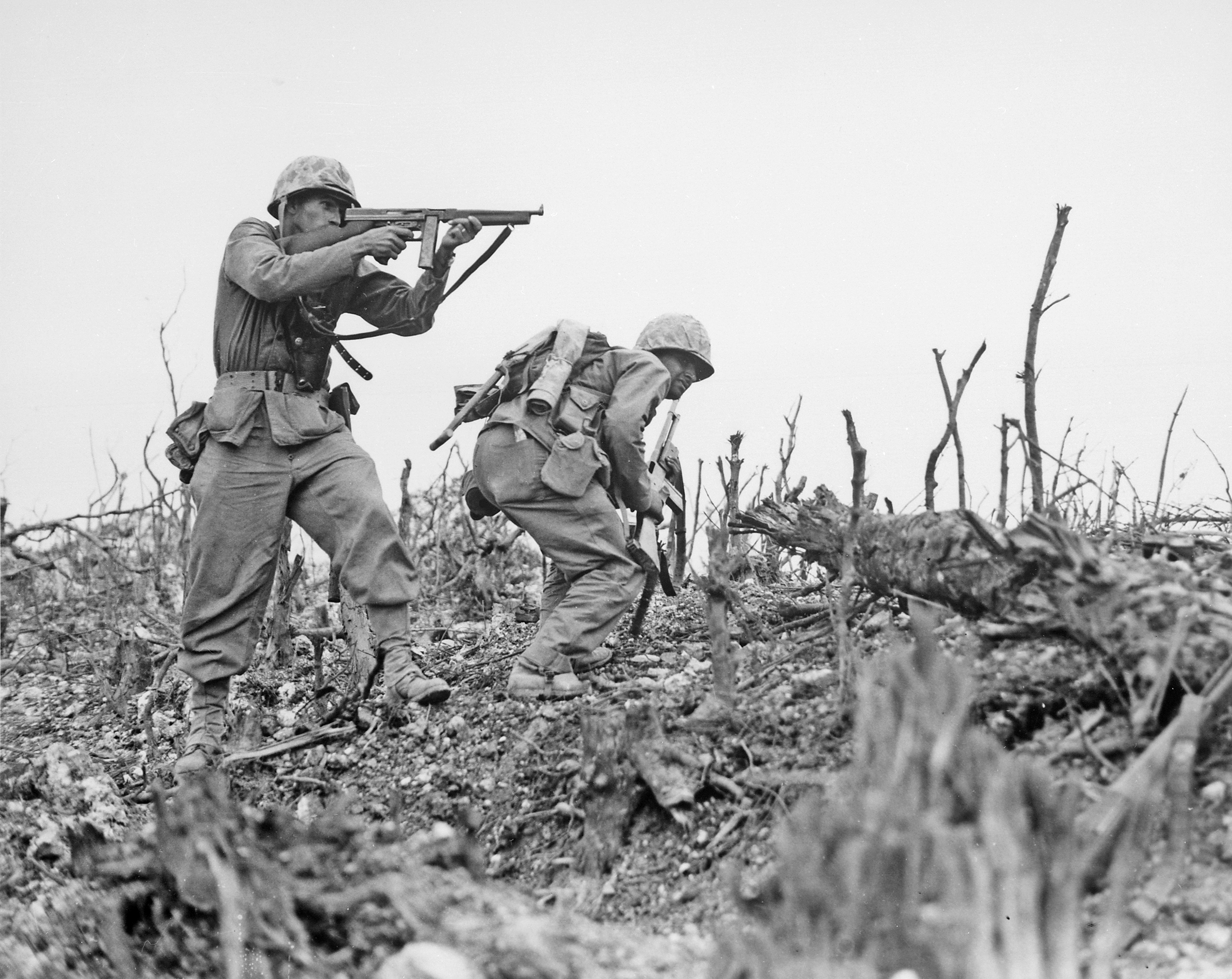
Infanteriști marini americani în timpul luptelor din Okinawa. Okinawa era considerată trambulina pentru asaltul final al insulelor din arhipelagul nipon – Operațiunea Downfall.

Până în 1945, ca urmare a unei campanii submarine a Statelor Unite, flota comercială japoneză fusese distrusă în cea mai mare parte, iar vasele care nu fuseseră încă scufundate au fost obligate să-și caute refugiul în porturi, cele mai multe importuri de pe continentul asiatic încetând. Marina și aviația japoneză suferea de pe urma lipsei de combustibil, puținul combustibil rămas urmând să fie folosit în luptele pentru respingerea invaziei iminente. Economia de război a Japoniei se afla în pagul colapsului, producția de combustibili, oțel, cauciuc și alte mărfuri vitale pentru armată aflându-se la niveluri incomparabil de mici față de cele din perioada interbelică.
Liderii japonezi avuseseră în vedere o încheiere negociată a arăzboiului. În planurile făcute mai înainte de declanșarea războiului, liderii niponi avuseseră în vedere o expansiune rapidă, consolidarea cuceririlor, o posibilă implicare în conflict a Statelor Unite, urmată de un aranjament prin care Japonia să poată păstra o parte cât mai mare din noile teritorii cucerite.
Deși toți conducătorii japonezi erau de acord că războiul merge rău, ei nu erau de acord asupra celei mai bune căi prin care se putea obține pacea. Existau două tabere: cea așa-numită a „păcii”, care era în favoarea unei inițiative diplomatice prin care liderul sovitic Stalin să fie convins să acționeze ca mediator al unor aranjamente cu SUA și aliații acestora, și o tabără a durilor, care erau în favoarea unei ultime bătălii „decisive”, care să producă inamicului niște pierderi atât de cumplite, încât SUA să se arate dispuse să ofere condiții de pace acceptabile.
Ambele abordări ale problemei se bazau pe experiența căpătată în timpul războiului ruso-japonez din 1905. Acel conflict a fost caracterizat printr-o serie de bătălii cu rezultat nedecis, urmate de bătălia decisivă de la Tsushima. Tratatul de la Portsmouth, care a pus capăt războiului, a fost mediat de președintele SUA Theodore Roosevelt.
În luna iulie 1944, generalul Tojo Hideki a fost înlocuit în funcția de prim ministru de generalul   Koiso Kuniaki, care a declarat că Filipinele urmau să fie locul de desfășurare a bătăliei decisive. în ciuda înfrângerii din Golful Leyte și de pe insula Leyte, împăratul a continuat să creadă că generalul Yamashita Tomoyuki va putea să învingă forțele aliate de sub conducerea generalului Douglas MacArthur în bătălia din insula Luzon.
Speranțele japonezilor s-au dovedit deșarte. După înfrângerile din Insulele Mariane, din Marea Filipinelor și din insula Saipan, aflat în fața posibilității unui atac aliat asupra arhipelagului nipon, Cartierul general imperial a ajuns la concluzia că singura soluție care mai rămânea era lupta și sacrificiul întregului popor, care să provoace pierderi atât de mari inamicului, încât să-l facă să-și piardă dorința de luptă.
În februarie 1945, prințul Konoe Fumimaro i-a dat împăratului Hirohito un memorandum care cuprindea o analiză a situației și în care se afirma că, dacă războiul va continua, casa imperială s-ar putea afla în mare pericol datorită unei revoluții generate de înfrângere. După cum a notat Marele șambelan al Curții, Fujita Hisanori, împăratul a apreciat că era prematur să se încerce începerea de negocieri de pace, ce excepția cazului în care s-ar fi reușit o mare victorie militară.

## Facțiunile japoneze
În luna aprilie 1945, Koiso a fost înlocuit ca premier de amiralul Suzuki Kantaro. Politica guvernului Suzuki era a luptei până la capăt și a alegerii unei "morți onorabile a unei sute de milioane". În aparatul guvernamental se auzeau voci care subliniau slăbiciunile poziție japoneze, în special ținând seama de criza de țiței și lipsa stocurilor de alimente. În ciuda faptului că sovieticii anunțaseră că nu doreau să mai reînnoiască pactul de neutraliatate sovieto-japonez, ministul de externe nipon a fost împuternicit să caute o cale prin care să obțină URSS-ul neimplicat în conflict sau, poate chiar să abțină formarea unei alianțe sovieto-japoneze. Japonezii considerau că victoria sovietică împotriva germanilor se datora în mare parte neutralității nipone și că ar fi fost în avantajul ambelor părți ca URSS să sprijine poziția guvernului de la Tokyo, de vreme ce Statele Unite era, cel puțin pentru viitor, un inamic comun.
Pe 9 iunie, apropiatul împăratului, marchizul Kido Kōichi, a făcut analiză a situației prin care avertiza în legătură cu incapacitatea Japoniei de a mai duce un război modern și cu improbabilitatea ca guvernul să poată controla revoltele interne.
Kido a i-a propus împăratului să preia inițiativa și să se ofere să încheie razboiul „în condiții foarte generoase”. Kido propunea ca Japonia să renunțe la toate coloniile europene cucerite, asigurându-le numitelor colonii independența, urmând ca în plus țara să se dezarmeze și pentru un timp să se limiteze la o forță minimă de apărare. Având acceptul împăratului, Kido s-a adresat Consiliului Suprem de Război format din șase persoane. Togo s-a declarat în favoarea inițiativei. Suzuki și ministrul marinei Yonai Mitsumasa s-au arătat mai precauți, așteptând reacția celorlalți membri ai consiliului. Ministrul de război Anami Korechika avea o poziție oscilantă, insistând că inițiativa diplomatică trebuie să aștepte până când japonezii ar fi provocat americanilor o înfrângere uriașă.
În iunie, împăratul și-a pierdut speranțele într-o victorie militară împotriva Aliaților. După înfrangerea japonezilor în Okinawa, împăratul a devenit conștient de slăbiciunile armatei terestre, ale marinei și ale problemelor apărării teritoriului național.
Pe 22 iunie, împăratul a convocat Consiuliul Suprem de Război. În mod neașteptat, împăratul s-a adresat primul Consiliului. El a cerut inițierea fără răgaz a unor planuri de încheiere a războiului. Participanții la întâlnire au căzut de acord să ceară ajutorul sovieticilor pentru încheierea războiului. Exista un număr de națiuni neutre care erau dispuse să joace un anumit rol în negocierile de pace (Suedia, Elveția, Vaticanul), dar ele erau considerate ca fiind cel mult intermediari, care să înmâneze niponilor propunerile Aliaților pentru capitulare și să transmită acceptarea sau refuzul Japoniei. Japonia spera că Uniunea Sovietică poate fi convinsă să acționeze ca agent al niponilor în negocierile cu Aliații. Nu s-a căzut de acord în această ședință asupra condițiilor pe care ar fi putut accepta Japonia, sau asupra modului de abordare a Aliaților. Conducătorii armatei erau încrezători în capacitatea militarilor de a da americanilor o lovitură devastatoare în cazul în care aceștia ar fi încercat să invadeze Kyūshū la sfârșitul anului 1945.

## Încercările de negociere cu Uniunea Sovietică
Pe 30 iunie, Togo i-a cerut ambasadorului japonez la Moscova, Sato Naotake, să încerce să stabilească „relații ferme și durabile de prietenie”. Sato era împuternicit să discute statutul Manciuriei sau „orice altă problemă pe care rușii ar dori să o aducă în discuție”. Sato s-a întâlnit cu ministrul de externe sovietic Viaceslav Molotov pe 11 iunie, dar fără niciun rezultat. Pe 12 iulie, Togo l-a instuit pe Sato să le spună sovieticilor că împăratul, îngrijorat de pierderile omenești uriașe din ambele tabere combatante, este dornic să încheie pacea, dar că în condițiile în care SUA și Anglia insistau pentru o capitulare necondiționată, japonezilor nu le rămâne decât să lupte până la capăt. Împăratul propunea trimiterea prințului Konoe ca ambasador pentru negocieri, dar el nu ar fi fost capabil să ajungă la Moscova mai înainte de începerea Conferinței de la Potsdam.
Ambasadorul japonez la Moscova l-a avertizat pe Togo că tot ce pot aștepta japonezii, chiar și cu medierea sovietică, nu  putea fi decât „capitularea necondiționată sau termeni aproape echivalenți cu aceasta”. Mai mult, cum ambasadorul avea anumite nelămuriri asupra naturii tatonărilor diplomatice, el a cerut ministrului de externe japonez lămuriri asupra sprijinului de care se bucura inițiativa de pace în rândul personajelor cheie ale guvernului și armatei. După ce pe 17 iulie, Togo i-a răspuns ambasadorului său că, deși toate structurile de putere sunt convinse că pot da lovituri distrugătoare Aliaților, trebuie luată în considerație posibilitatea medierii sovietice pentru orice altceva decât capitularea necondiționată. Cinci zile mai târziu, ministrul de externe a revenit clarificând faptul că vorbește în numele întregului guvern, reiterând opoziția cabinetului său la condițiile capitulării necondiționate, dar că se dorea cu hotărâre pacea. 
Conținutul acestui schimb de mesaje diplomatice era bine cunoscut Aliaților, ai căror criptografi reușiseră să spargă codul diplomatic nipon.

## Declarația de la Potsdam
Pe 26 iulie, Harry S. Truman, Winston Churchill și Chiang Kai-shek au emis așa-numita „Declarație de la Potsdam”, prin care erau anunțați termenii capitulării Japoniei. Cei trei lideri atrăgeau atenția asupra faptului că acești termeni nu erau negociabili. Se cerea:
- Eliminarea „definitivă a autorității și influenței celor care înșelaseră și conduseseră greșit poporul japonez în încercarea de cucerire a lumii”.
- ocuparea „punctelor de pe teritoriul japonez care vor fi numite de Aliați”.
- Suveranitatea japoneză avea să fie limitată la insulele Honshū, Hokkaidō, Kyūshū, Shikoku și alte câteva insule mici pe care le vor hotărî aliații. În spiritul declarației de la Cairo din 1943, Japonia urma să piardă controlul asupra Coreei, Taiwanului și a altor teritorii, cucerite mai de curând.
- Dezarmarea completă a forțelor militare japoneze.
- Judecarea tuturor criminalilor de război.

Pe de altă parte, Aliații erau de acord ca:
- Să nu înrobească japonezii ca rasă și să nu îi distrugă ca națiune. Guvernul japoneze urma să îndepărteze orice obstacol din calea dezvoltării democratice a societății. Libertățile fundamentale – libertatea cuvântului, libertatea religioasă și libertatea de opinie – ca și alte drepturi fundamentale ale omului, urmau să fie restabilite și respectate.
- Japoniei i se permitea să mențină acele industrii care susțineau economia și i se permitea participarea la comerțul internațional.
- Trupele de ocupație aliate urmau să se retragă din Japonia de îndată ce toate obiectivele de mai sus erau îndeplinite, iar la conducerea țării se va afla o conducere responsabilă.

Singura mențiune a termenului „capitulare necondiționată” se făcea la încheierea textului, când se cerea guvernului japonez să proclame capitularea necondiționată a forțelor sale armate și să ofere garanții  corespunzătoare asupra bunei sale credințe. Alternativa la aceste condiții ar fi fost distrugerea totală a țării.
În ceea ce privește persoana împăratului, nu exista nicio mențiune conform căreia să reiasă că el ar fi fost încadrat în categoria criminalilor de război sau a „conducerii responsabile”.
Pe 27 iulie, guvernul japonez s-a întrunit pentru a hotărî cum să răspundă acestei declarații aliate. Cei patru membri militari ai Consiliului de război doreau să o respingă, dar Togo a convins cabinetul să nu întreprindă nicio acțiune până când nu se va cunoaște și reacția sovieticilor. Ambasadorul japonez în Elveția remarca într-o telegramă că așa-numita „capitulare necondiționată” se aplică numai armatei, nu și guvernului și populației civile și de aceea aprecia că limbajul declarației dă dovadă de o mare grijă pentru evenimentele ulterioare, oferind japonezilor o șansă onorabilă de capitulare.
A doua zi, ziarele japoneze au scris că textul declarație, care fusese răspândită prin fluturași lansați deasupra Japoniei și fusese de asemenea transmisă pe posturile de radio, fusese respinsă de guvernul japonez. Primul ministru s-a întâlnit cu presa și a declarat că Declarația de la Potsdam nu era decât o reluare a Declarației de la Cairo și că pentru guvernul nipon nu prezenta niciun interes și îndemna presă să o ignore.
Pe 30 iulie, ambasadorul nipon la Moscova anunța că Stalin poartă cel mai probabil discuții cu Aliații occidentali cu privire la soarta Japoniei. El adăuga că doar capitularea necondiționată ar împiedica intrarea URSS-ului în război de partea Aliaților.

## Hiroșima, Manciuria și Nagasaki
În dimineața zilei de 6 august, la Tokyo au ajuns rapoarte confuze cu privire la bombardarea orașului Hiroșima din sud-vestul insulei și cu privire la amploarea distrugerilor. În scurtă vreme a fost recepționată la Tokyo discursul radiodifuzat al președintelui Harry S. Truman, care anunța lansarea primei bombe atomice și atrăgea atenția că americanii sunt pregătiți să radă de pe suprafața pământului toate întreprinderile productive nipone. Președintele american chema guvernul japonez să accepte condițiile de pace, așa cum fuseseră ele stabilite în Declarația de la Potsdam.

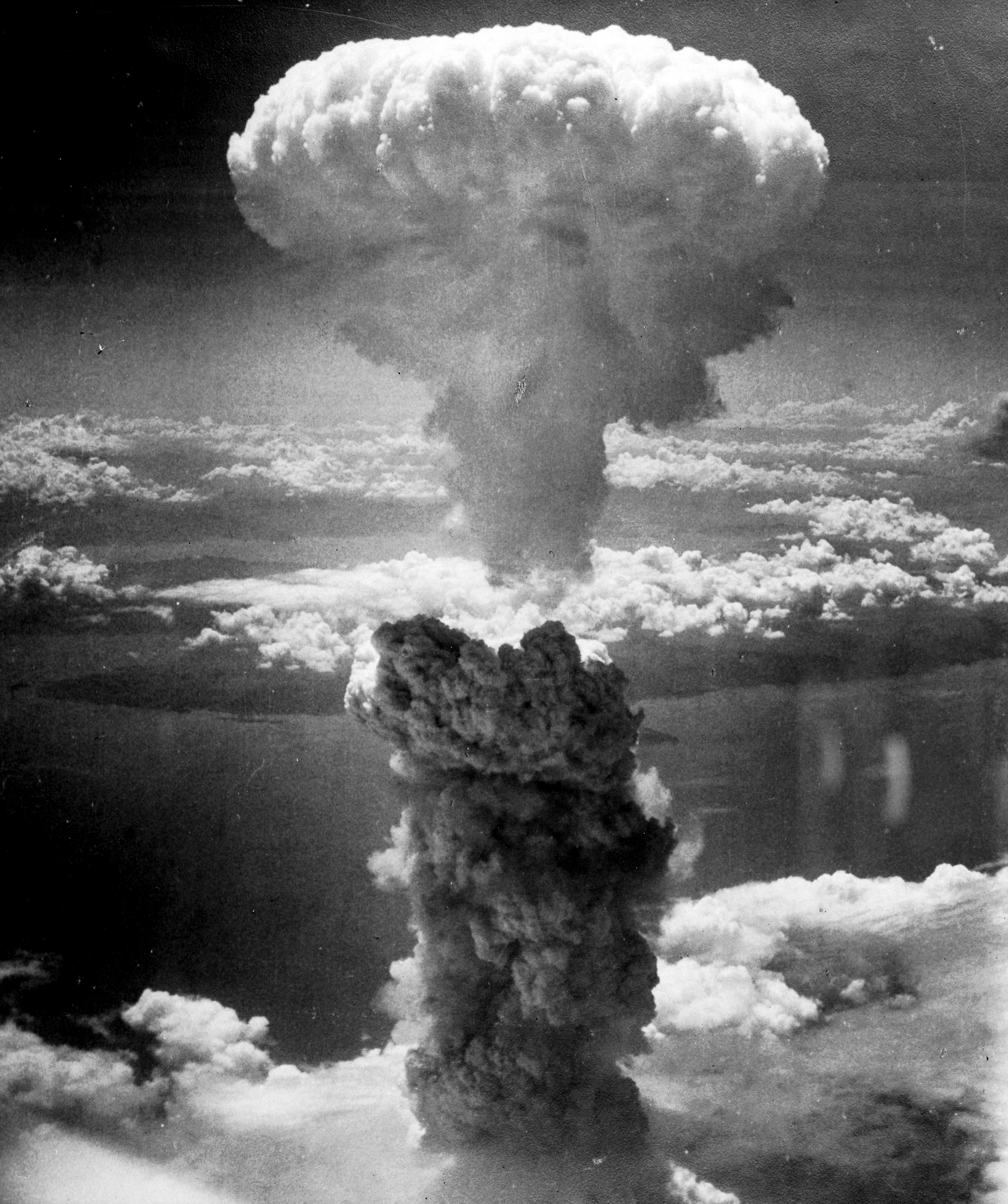
A doua bombă nucleară a fost lansată asupra orașului Nagasaki.

Armata și marina japoneză aveau propriile lor programe de cercetare nucleară, și de aceea liderii niponi erau la curent cu greutățile întâmpinate în punerea la punct a armei nucleare. De aceea, la început, guvernații japonezi nu au crezut că americanii au reușit să producă această armă. Șeful Marelui stat major al marinei a afirmat că, și dacă americanii reușiseră să producă prima bombă nucleară, este imposibil ca să fi reușit să mai producă și altele. Din Hiroșima au continuat să sosească informații despre proporțiile fără precedent ale distrugerilor, dar au mai trebuit să treacă două zile pentru ca guvernul să se întrunească să discute noua situație creată.
La ora 4:00 a zilei de 9 august, s-a aflat la Tokyo că Uniunea Sovietică a denunțat pactul de neutralitate, a declarat război Japoniei și a lansat invazia din Manciuria. Conducerea de vârf a armatei japoneze a primit vestea fără mare îngrijorare, subestimând amploarea atacului. S-a început pregătirea pentru impunerea legii marțiale, pentru a împiedica orice încercare de negocieri de pace.
Consiliul Suprem s-a întâlnit la ora 10:30. Premierul Suzuki, care venise de la o întâlnire cu împăratul, a declarat că este imposibil să se mai continue războiul. Ministrul de externe Togo a afirmat că termenii declarației de la Potsdam sunt inacceptabili, nefiind nicio garanție cu privire la poziția împăratului. Ministrul marinei Yonai a cerut ca guvernul să dea un răspuns „oarecare”, deoarece japonezii nu își mai putea permite să aștepte condiții mai bune. În timpul întâlnirii, cei aflați în sala de consiliu le-au parvenit veștile despre al doilea atac cu arma nucleară de la Nagasaki, de pe coasta de vest a insulei Kyūshū. La sfârșitul întâlnirii, părerile celor trei membri ai Consiliului erau împărțite în mod egal. Suzuki, Togo, și amiralul Yonai considerau că poate fi admisă pacea cu condiția adăugării unei cereri suplimentare din partea japonezilor cu privire la păstrarea prerogativelor împăratului, pe când generalii Anami, Umezu și amiralul Toyoda insistau pe adăugarea a trei noi condiții care să modifice Declarația de la Potsdatm: Japonia urma să se ocupe singură de propria dezarmare, Japonia își va judeca singură criminalii de război și nu se va proceda la ocuparea militară a țării.

## Intervenția împăratului
În acea după amiază, a fost convocat tot cabinetul, cele două păreri ale lui Togo și , respectiv, Anami neatrăgând suficienți sprijinitori. Suzuki și Togo s-au întâlnit cu împăratul, și primul a propus organizarea unei conferințe imperiale imediate, care a și început cu puțin înainte de miezul nopții. Suzuki a prezentat cele două propuneri ale membrilor Consiliului Suprem și l-a rugat pe împărat să aleagă pe cea mai potrivită. Împăratul a considerat că trebuie să se accepte condițiile Aliaților pe baza propunerile ministrului de externe Togo. După plecarea împăratului, Suzuki cerut cabinetului să accepte poziția împăratului, ceea ce s-a întâmplat imediat.
Ministrul de externe a trimis telegrame Aliaților, anunțând că Japonia va accepta Declarația de la Potsdam, cu condiția ca acestea să nu cuprindă nicio prevedere care să aducă atingere prerogativelor împăratului. Aceasta însemna că împăratul Japoniei avea să aibă în continuare o putere neștirbită în cadrul formei de guvernare – putere care era deținută în numele său de oamenii din vârful ierarhiei militare și guvernamentale.
Aliații au răspuns pe 12 august. În ceea ce privește statutul împăratului, Aliații subliniau că, din momentul capitulării, autoritatea împăratului și a guvernului erau supuse autorității comandantului suprem al puterilor aliate și că forma finală de guvernare a Japoniei urma să fie stabilită prin alegeri libere.
La următoare întâlnire a cabinetului, Suzuki a insistat ca japonezii să ceară garanții explicite în ceea ce privește sistemul imperial. Anami a reiterat poziția sa cu privire la respingerea ocupării militare a țării. Până în cele din urmă, ministrul de externe Togo le-a atras atenția miniștrilor că nu există practic nicio speranță ca Aliații să ofere condiții mai bune și că dorința împăratului este ca Japonia să capituleze.
Pe 13 august, membrii Consiliului Suprem și miniștrii guvernului nu căzuseră încă de acord asupra problemei capitulării. A doua zi, au fost parașutați deasupra teritoriului nipon fluturași în care erau descrise oferta de pace japoneză și răspunsul aliaților. Împăratul și primul ministru au devenit conștienți că la sfârșitul zilei vor trebui să accepte capitularea sau vor trebui să facă față unei lovituri de stat militare. Împăratul s-a întâlnit cu cei mai importanți comandanți ai armatei terestre și ai marinei. Câțiva militari au vorbit în favoarea continuării luptei, dar feldmareșalul Hata Shunroku nu s-a raliat lor. Hata era comandantul Armatei generale a doua, al cărei cartier general fusese la Hiroșima, fiind însărcinat cu apărarea sudului Japoniei. Trupele de sub comanda feldmareșalului erau pregătite pentru „lupta decisivă”. Hata a afirmat că nu este sigur că poate respinge inamicul și că nu contestă justețea deciziei împăratului. În încheiere, împăratul a cerut militarilor să coopereze pentru încetarea războiului.
La ședința cu miniștrii și consilierii imperiali care a urmat, Anami, Toyoda și Umezu au mai cerut încă o dată să se continue lupta. Împăratul le-a amintit celor prezenți că a ascultat toate argumentele pro și contra capitulării și că decizia sa a fost luată. Ca urmare, a cerut redactarea unui discurs pe care să-l rostească la posturile de radio și prin care să anunțe capitularea. Cabinetul a ratificat în unanimitate dorința împăratului.
În noaptea de 14 – 15 august, a fost lansat cel mai mare raid de bombardament din timpul războiului din Pacific. Opt sute de bombardiere și două sute de avioane de vânătoare americane au lansat peste 6.000 de tome de bombe explozive și incendiare asupra a opt orașe nipone. Chiar dacă puterea detonată în acest raid era la mai puțin de jumate din puterea unei singure arme atomice, cele opt orașe bombardate au fost puternic afectate.

## Reacția militarilor

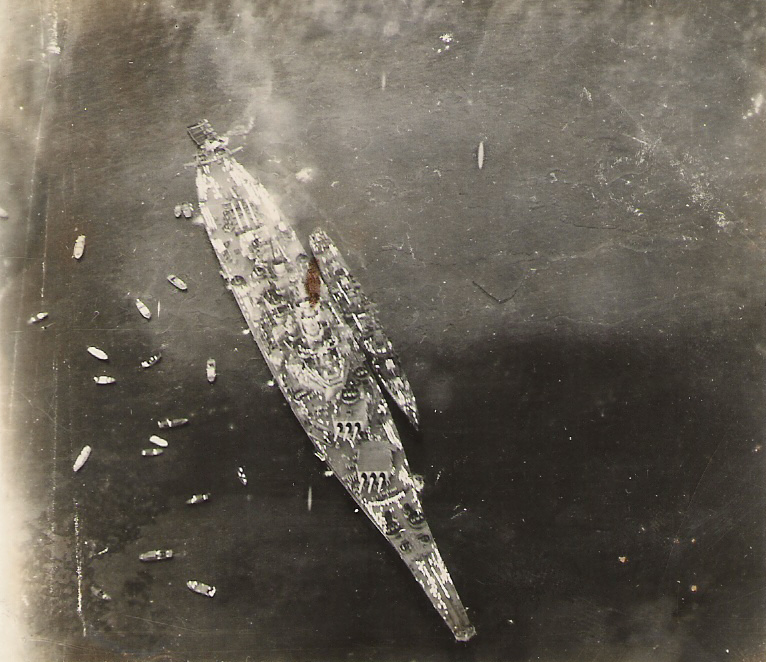
Fotografie a USS Missouri făcută dintr-un avion participant la zborul pe deasupra Golfului Tokyo din timpul ceremoniei semnării capitulării Japoniei

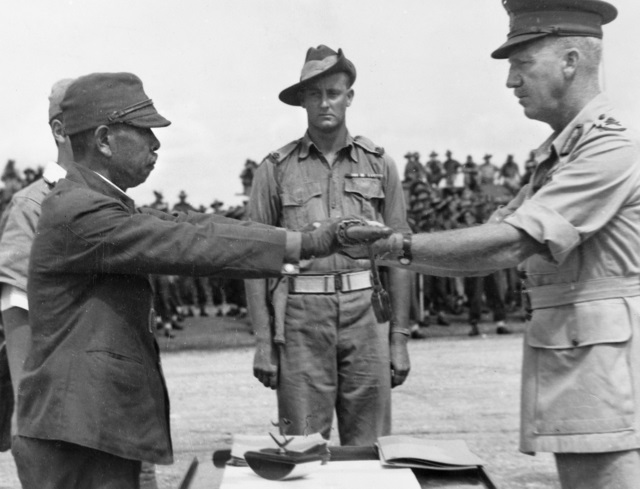
Comndantul armatei a 18-a japoneze din Noua Guinee, predându-și sabia comandantului diviziei a 6-a australiene

Târziu în noaptea de 12 august 1945, mai mulți ofițeri superiori au luat legătura cu ministrul de război nipon, Anami Korechika, cerându-i să facă tot ce-i sta în putință pentru a împiedica acceptarea Declarației de la Potsdam. Cum ministrul nu le-a dat un răspuns clar, rebelii au luat hotărârea să organizeze singuri o lovitură de stat.
Unul dintre acești ofițeri, maiorul Hatanaka, și-a petrecut cea mai mare parte a zilei de 13 și dimineața celei de 14 august căutând aliați și sprijinitori printre ofițerii de rang înalt din Ministerul de război și punând la punct detaliile loviturii de stat. La ora 21:30 a zilei de 14 august, rebelii au declanșat acțiunea. Regimentul al 2-lea de gardă imperială a pătruns în palatul imperial, dublând efectivele batalionului staționat deja aici, pentru a asigura protecție împotriva unei eventuale lovituri de stat. Numai că ofițerul comandant al acestui regiment trecuse deja de partea rebelilor.
La început, liderii rebelilor au sperat că simpla ocupare a palatului și primele semne ale acțiunii ar fi făcut ca întreaga armată să treacă de partea lor și toți militarii s-ar fi arătat gata să lupte împotriva aliaților. Optimismul exagerat i-a ghidat pe rebeli, în ciuda lipsei de sprijin din partea celor mai importanți superiori ai lor. Conspiratorii au decis ca regimentul de gardă să preia controlul asupra palatului la ora 2:00. Orele care au trecut până la această oră au fost folosite pentru convingerea superiorilor lor din armată să se alăture acțiunii. Cam în acest timp, generalul Anami s-a sinucis făcându-și seppuku, lăsând un mesaj : "Eu — prin moartea mea — îmi cer scuze cu umilință Împăratului pentru marea crimă". A rămas neclar care era acea mare crimă: pierderea războiului sau lovitura de stat.
Pe la ora 1:00, Hatanaka l-a ucis pe comandantul primului regiment de gardă imperială, când acesta din urmă a refuzat să se alăture complotului. După aceasta, Hatanaka s-a folosit de o ștampilă oficială pentru a autoriza Ordinul strategic nr. 584 – un set de ordine false concepute de conspiratori, prin care se urmărea întărirea forțelor care ocupau un număr de clădiri oficiale, cu scopul declarat al „protejării” împăratului.
Poliția palatului a fost dezarmată și toate intrările au fost blocate. Pe parcursul nopții, rebelii au luat prizonieri 18 oameni, printre acești fiind funcționari ministeriali și specialiștii de la postul național de radio, care veniseră să înregistreze discursul împăratului.
Rebelii au petrecut următoarele ore în căutarea ministrului casei imperiale și a înregistrării discursului împăratului care anunța capitularea. Această înregistrare nu a putut fi găsită. În timpul cât au căutat, rebelii au tăiat aproape toate liniile telefonice.
Pe la ora 3:00 dimineața, Hatanaka a fost anunțat că Armata districtului de est se îndreaptă spre palat ca să pună capăt tentativei de lovitură de stat. Hatanaka, pus în față eșecului acțiunii sale, a cerut permisiunea să vorbească 10 minute la radioul național, pentru a explica populației motivele acțiunii sale. A fost refuzat și i s-a ordonat să părăsească de urgență palatul.
Cu puțin timp mai înainte de ora 5:00, în timp ce rebelii continuau căutările înregistrării discursului împăratului, Hatanaka a forța intrarea în clădirea radioului național și, amenințând cu un pistol pe toată lumea, a încercat să intre în direct. Fiind amenințat de intervenția militarilor Armatei districtului de est, Hatanaka și cei câțiva sprijinitori ai săi au părăsit studioul radio.
Până la ora 8:00, rebeliunea fusese înăbușită. Hatanaka, circulând pe o motocicletă, a împrăștiat prin oraș fluturași în care încerca să-și justifice acțiunea.
După difuzarea discursului împăratului, pe la ora 11:00 a zilei de 15 august, maiorul Hatanaka s-a sinucis, împușcându-se în cap.

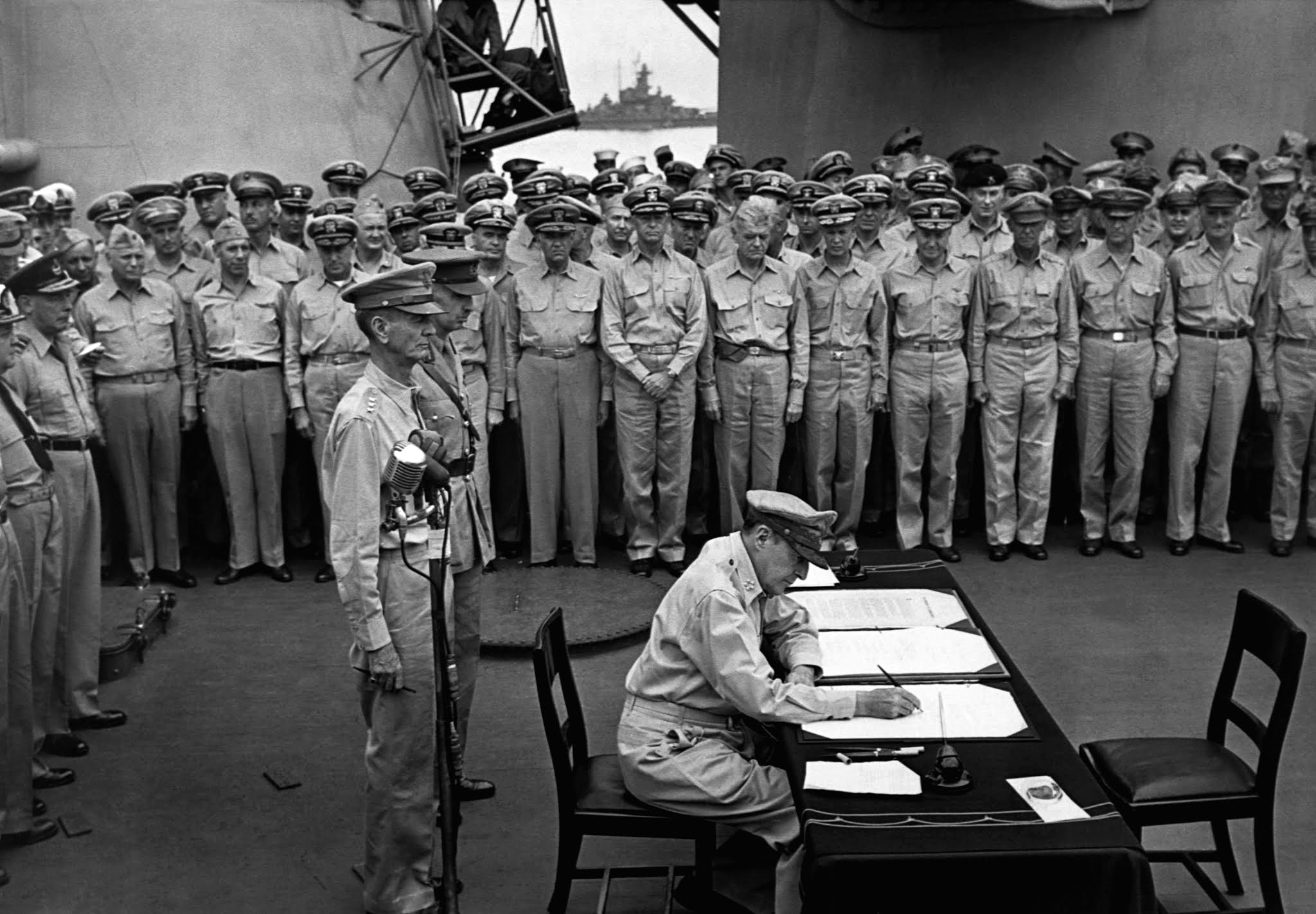
Semnarea actului capitulării la bordul USS Missouri.

## Capitularea
La ora 12:00 a zilei de15 august a fost difuzată înregistrarea discursului împăratului (Gyokuon-hoso) prin care era anunțată capitularea.
Forțele japoneze erau încă angrenate în lupte cu armatele sovietice, mongole și chineze, astfel încât încetarea focului erau greu de controlat. Armata Roșie a continuat să lupte până la începutul lunii septembrie, când a ocupat Insulele Kurile.
Pe 28 august a început regimul de ocupație a Japoniei de către forțele Puterilor Aliate, reprezentate de generalul Douglas MacArthur. Capitularea oficială a avut loc pe 2 septembrie, când reprezentanții Imperiului Japonez au semnat actele oficiale pe USS Missouri  ancorat în Golful Tokyo. Forțele japoneze din Asia de sud-est au capitulat oficial pe 12 septembrie 1945 în Singapore. Cu toate acestea, ziua de 15 august 1945 este considerată atât în Japonia cât și în restul lumii ca dată de sfârșit al celui de-al doilea război mondial.

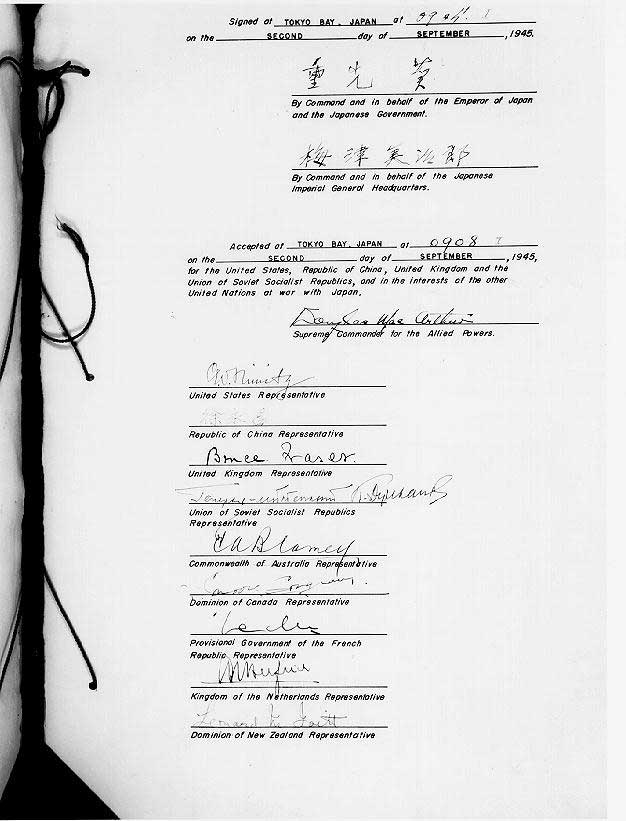
Pagina cu semnături a Actului capitulării Japoniei

## Urmări
După semnarea actelor capitulării, au urmat o serie de ceremonii de capitulare în toate teritoriile deținute încă de Japonia în Asia și în Pacific. Au existat trupe japoneze care au continuat lupta în zone izolate și a durat până aproape în 1946 ca cele mai importante unități militare izolate să depună armele. A existat un număr de „rezistenți” japonezi, în special în unele insule mici din Pacific, care au refuzat să se predea, considerând veștile despre capitulare ca fiind propagandă sau fiind împotriva codului onoarei militare. Este posibil ca unii dintre acești soldați izolați să nici nu fi auzit de încheierea păcii. Hiroo Onoda, ultimul supraviețuitor cunoscut a fost scos din ascunzătoarea sa din Filipine în 1974, iar alți doi soldați japonezi, care se alăturaseră insurgenților comuniști la sfârșitul războiului, au luptat în sudul Thailandei până în 1991.